# Шнейвайс, Вайз Джордж
Вайз Джордж Шнейвайс (англ. Wise George Schneiweis; 7 апреля 1906, Пинск — 2 июля 1987, Майами-Бич) — промышленник, предприниматель, филантроп.

## Биография
Родился в Пинске в семье Ноаха Шнейвайса и Хаи Рабинович.
В 1926 году эмигрировал в США. В 1930 году окончил Колумбийский университет.
В 1953-1962 годах — председатель Попечительского совета Еврейского университета в Иерусалиме. Первый президент Тель-Авивского университета (1963—1971), с 1971 года — почетный председатель Попечительского совета этого университета. Профессор-исследователь (заслуженный профессор) в области международных отношений Университета Майами.
Был удостоен звания почетного доктора Тель-Аивского университета, а в 1977 году получил докторскую степень по праву Университета Майами.
Умер от сердечного приступа в Медицинском центре Mount Sinai в Майами-Бич.